# إلياياراجا
ناناكسكن (بالإنجليزية: Gnanathesikan) (من مواليد 2 يونيو 1943)، المعروف باسم إلياياراجا (بالإنجليزية: Ilaiyaraaja)، هو مؤلف أفلام هندي ومغني وكاتب أغاني وعازف موسيقي وموزع أوركسترالي ومُنسق أوركيسترا وشاعر غنائي يعمل في صناعة السينما الهندية، غالبًا، في التاميل. كما عمل في العديد من الأفلام التيلوجوية والمالايالامية والكانادية والهندية إلى جانب فيلم واحد في السينما الماراثية. يُنظر إليه على نطاق واسع على أنه أحد أعظم المؤلفين الموسيقيين الهنود، وغالبًا ما يُنسب إليه الفضل في إدخال الإحساس الموسيقي الغربي إلى الفيلم الموسيقي التاميلي. اشتهر بأنه الملحن الأكثر إنتاجًا في العالم، فقد قام بتأليف أكثر من 7000 أغنية، وقدم عشرات الأفلام (أكثر من 1000 فيلم) وأدى في أكثر من 20,000 حفلة موسيقية. يلقب إلياياراجا بـ «إيزانياني» أي (عبقري الموسيقى) وغالبًا ما يشار إليه باسم «المايسترو» من قبل الأوركسترا الفيلهارمونية الملكية في لندن.
وهو معروف بدمج الموسيقى الشعبية الهندية والآلات الهندية التقليدية مع تقنيات الموسيقى الكلاسيكية الغربية.

## الحياة المُبكرة والعائلة
ولد إلياياراجا باسم ناناكسكن في عائلة من طبقة داليت أو المنبوذين تنتمي إلى قرية بانيبورام في ضاحية ثيني الحالية، في ولاية تاميل نادو، الهند في عام 1943. عندما التحق بالمدرسة، غير والده اسمه إلى «راجائيا»، لكن سكان قريته كانوا يطلقون عليه اسم «راسيا». انضم إلياياراجا إلى مستر دانراج كطالب لتعلم الآلات الموسيقية وأعاد دانراج تسميته فأطلق عليه اسم «راجا» فقط. في فيلمه الأول أناكيلي، أضاف المنتج السينمائي التاميلي بانشو أروناتشالام كلمة «إليا» (Ilaiya تعني صغير أو يافع في اللغة التاميلية) كبادئة لاسم راجا، وأطلق عليه اسم إلياياراجا، لأنه في السبعينيات كان هناك مخرج موسيقي آخر اسمه آم راجا.
كان إلياياراجا متزوجًا من جيفا ولديهما ثلاثة أطفال - كارثيك رجا ويوفان شانكار راجا وبهافاتاريني - جميعهم مؤلفون ومغني أفلام. توفيت زوجته جيفا في 31 أكتوبر 2011. شقيق إلياياراجا، جانجاي أماران، هو أيضًا مخرج موسيقى وشاعر غنائي في صناعة السينما التاميلية.

### التعرض المبكر للموسيقى
نشأ إلياياراجا في منطقة ريفية، ما سنح له بالتعرض لمجموعة من الموسيقى الشعبية التاميلية. في سن الرابعة عشرة، انضم إلى فرقة موسيقية متنقلة تسمى «الإخوة بافالار» بقيادة شقيقه الأكبر بافالار فاراداراجان، وأمضى العقد التالي في أداء عروضه في جميع أنحاء جنوب الهند. أثناء عمله مع الفرقة، قام بكتابة مؤلفاته الأولى، وهي عبارة عن اقتباس موسيقي من رثاء كتبه الشاعر التاميلي كاناداسان لجواهر لال نهرو، أول رئيس وزراء للهند. في عام 1968، بدأ إلياياراجا دورة الموسيقى مع الأستاذ دانراج في مدراس (الآن تشيناي)، والتي تضمنت لمحة عامة عن الموسيقى الكلاسيكية الغربية، والتدريب التركيبي في تقنيات مثل الطباق، ودراسة في الأداء الآلي. وحصل إلياياراجا على الميدالية الذهبية في الغيتار الكلاسيكي بعد الانتهاء من الدورة من خلال قناة التعلم عن بعد من كلية ترينيتي للموسيقى، لندن. كما وتعلم موسيقى كارناتيك من تلفزيون جوبالاكريشنان.

## روابط خارجية
- الموقع الرسمي
- إلياياراجا في قاعدة بيانات الأفلام على الإنترنت